# Straight to the Bank
"Straight to the Bank" is de eerste single van Curtis, het derde studioalbum van Amerikaanse rapper 50 Cent. De single is geproduceerd door Ty Fyffe, gemixt door Dr. Dre en bevat een rytmisch lachje van G-Unit collega Tony Yayo. "Straight to the Bank" was commercieel een teleurstelling voor 50 Cent, en hiermee een van de redenen waarom hij zijn album Curtis naar september verplaatste. De single kwam binnen op #32 in de Billboard Hot 100 en kwam niet hoger dan die positie.

## Charts
| Chart                      | Hoogste positie |
| -------------------------- | --------------- |
| Duitse Single Top 100      | 33              |
| Finse Single Top 20        | 7               |
| Franse Single Top 100      | 38              |
| Oostenrijkse Single Top 75 | 60              |
| Portugese Single Top 50    | 19              |
| VS Billboard Hot 100       | 32              |
| Zweedse Single Top 60      | 53              |

| "Straight to the Bank" in de Billboard Hot 100 | "Straight to the Bank" in de Billboard Hot 100 | "Straight to the Bank" in de Billboard Hot 100 | "Straight to the Bank" in de Billboard Hot 100 | "Straight to the Bank" in de Billboard Hot 100 |
| Week                                           | 1                                              | 2                                              | 3                                              | 4                                              |
| ---------------------------------------------- | ---------------------------------------------- | ---------------------------------------------- | ---------------------------------------------- | ---------------------------------------------- |
| Nummer                                         | 32                                             | 59                                             | 68                                             | uit                                            |